# Patrick Nasti
Patrick Nasti (Trieste, 30 agosto 1989) è un siepista e mezzofondista italiano.

## Progressione

### 3000 metri siepi
| Stagione  | Risultato | Luogo         | Data      | Rank. Mond. |
| --------- | --------- | ------------- | --------- | ----------- |
| 2014      | 8'28"12   | Huelva        | 12-6-2014 | 61º         |
| 2013      | 8'30"28   | Dessau-Roßlau | 31-5-2013 | 72º         |
| 2012      | 8'29"08   | Huelva        | 7-6-2012  | 80º         |
| 2001-2013 | -         | -             | -         | -           |
| 2009      | 8'57"90   | n/d           | 1-1-2009  | -           |

## Palmarès
| Anno | Manifestazione          | Sede         | Evento       | Risultato | Prestazione | Note |
| ---- | ----------------------- | ------------ | ------------ | --------- | ----------- | ---- |
| 2009 | Europei di cross        | Dublino      | Juniores     | 73º       | 28'26"      |      |
| 2010 | Europei di cross        | Albufeira    | Juniores     | 55º       |             |      |
| 2011 | Mondiali di cross       | Punta Umbría | Individuale  | 95º       | 38'25"      |      |
| 2011 | Europei U23             | Ostrava      | 3000 m siepi | 5º        | 8'42"37     |      |
| 2011 | Universiadi             | Shenzhen     | 3000 m siepi | 6º        | 8'45"06     |      |
| 2011 | Europei di cross        | Velenje      | Juniores     | 11º       | 24'04"      |      |
| 2012 | Europei                 | Helsinki     | 3000 m siepi | 12º       | 8'48"37     |      |
| 2013 | Giochi del Mediterraneo | Mersin       | 3000 m siepi | 6º        | 8'32"46     |      |
| 2013 | Universiadi             | Kazan'       | 3000 m siepi | Bronzo    | 8'38"41     |      |
| 2013 | Mondiali                | Mosca        | 3000 m siepi | Batteria  | 8'36"42     |      |
| 2013 | Europei di cross        | Belgrado     | Individuale  | 46º       | 30'54"      |      |
| 2014 | Europei                 | Zurigo       | 3000 m siepi | Batteria  | 8'46"80     |      |
| 2015 | Universiadi             | Gwangju      | 3000 m siepi | 6º        | 8'42"04     |      |

## Campionati nazionali
- 1 volta campione italiano assoluto dei 3000 metri siepi (2014)

2014
- Oro ai campionati italiani assoluti di atletica leggera, 3000 metri siepi - 8'42"91

## Altre competizioni internazionali
2012
- 18º al Giro al Sas ( Trento) - 30'21"
- 7º al Giro podistico internazionale di Castelbuono ( Castelbuono) - 31'22"

2015
- 15º alla BOclassic ( Bolzano) - 30'39"
- 5º al 58º cross del Campaccio ( San Giorgio su Legnano), 10 km - 29'44"